# Zilog
Zilog est une entreprise d’électronique fondée en Californie en 1974 par Federico Faggin qui a quitté Intel après avoir travaillé à la conception du 8080. À présent moins répandus que les Intel ou Motorola, les microprocesseurs Zilog étaient très populaires au début des années 1980. Le processeur le plus connu issu de Zilog est la famille du Z80. Ce microprocesseur était compatible avec l’Intel 8080, qui avait également été conçu par Federico Faggin. Il est notamment présent dans les Sinclair ZX80, ZX81 et ZX Spectrum, les Tandy TRS-80, les Amstrad CPC, les ordinateurs au standard MSX et dans la Game Boy de Nintendo. Plus récemment il fut intégré dans les calculatrices TI-85, TI-83 et TI-86. La compagnie, devenue filiale d’Exxon en 1980, a été rachetée par ses employés en 1989, avant d’être achetée par la compagnie d’investissement Texas Pacific Group en 1998. Elle a été réorganisée fin 2001, à la suite d'un placement en redressement judiciaire.

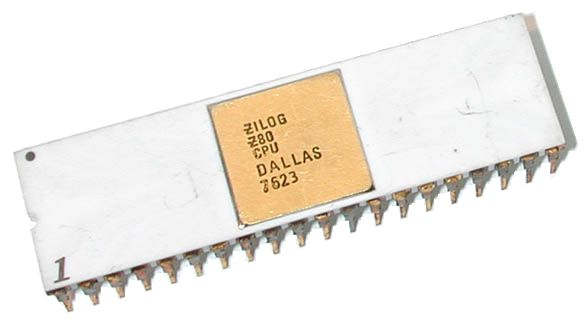
un des premiers processeurs Z80
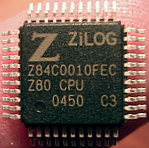
Un Z80 au format LQFP
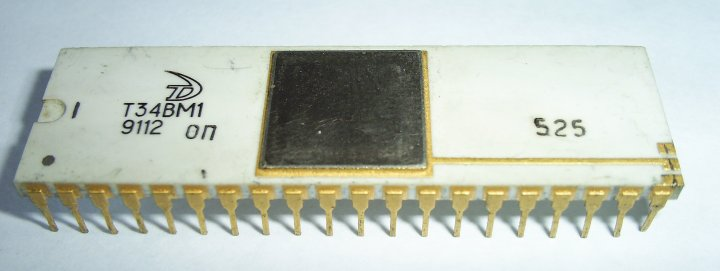
une copie soviétique du Z80
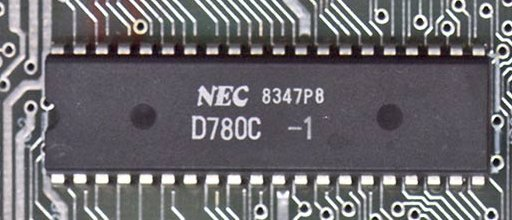
NEC D780C, un clone du Z80, dans un ZX Spectrum Sinclair
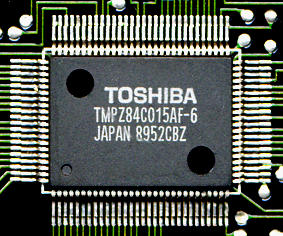
Un Z80 fabriqué par Toshiba
Le brochage du Z80
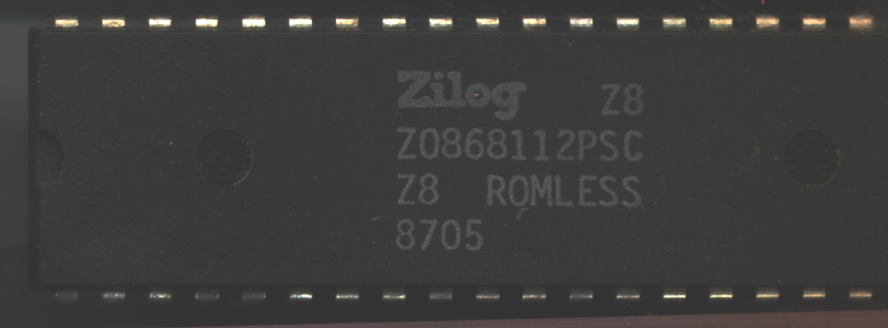
le processeur Zilog Z8 Romless
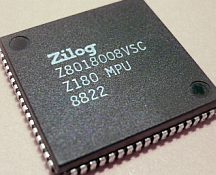
Le Zilog Z180
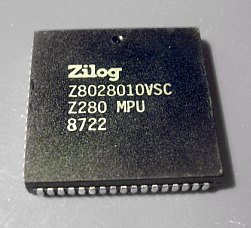
Le Z280
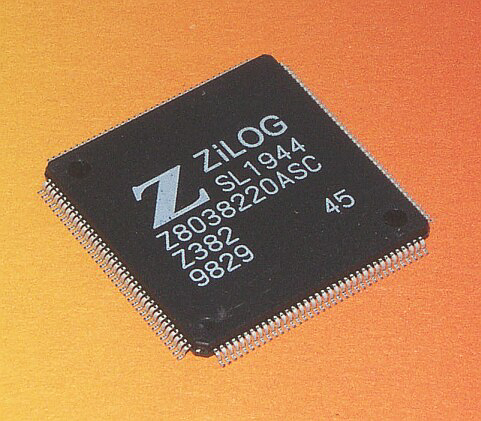
Le Zilog Z382